# Якуб Лапатка
Якуб Лапатка (16 вересня 1944, c. Овсюкове, Россонський район, Вітебська область, Білорусь — 30 грудня 2024, Гельсінкі) — білоруський мовознавець (латиніст, іспаніст та фінознавець) та педагог. Перекладач білоруською мовою класичних творів іспанської та фінської літератури, зокрема автор першого перекладу білоруською мовою карельського епосу «Калевала». Укладач словників. Постійно мешкав у Фінляндії.

## Життєпис
Отримав спеціальність перекладача на факультеті іспанської мови Мінського державного педагогічного інституту іноземних мов.
Двадцять років працював учителем у Новополоцькій загальноосвітній школі № 5, де створив учнівську групу перекладачів білоруською мовою. Уклав перший іспансько-білорусько-російський словник для школярів. Вчитель вищої категорії.
У 1993 на запрошення Спілки перекладачів Фінляндії стажувався в Гельсінкі. Закінчив 5 навчальних семестрів із фінської мови та діалектології в Гельсінському університеті, куди після відповідних іспитів його одразу прийняли на останній, п'ятий курс.
Кілька років працював у Гельсінському університеті, викладав білоруську мову на факультеті славістики. Працював у бюро перекладів. Неодноразово отримував стипендії для перекладу фінської літератури білоруською мовою. Опублікував загалом шість книг перекладів білоруською та декілька — російською мовами.

## Творчість
Переклав окремі твори Мігеля де Сервантеса, Рафаеля Альберті, Мігеля Ернандеса, Хуана Рамона Гіменеса, Томаса Мура, Катрі Вала, Арві Туртяйнен, Міки Валтарі, Пенті Гаанпая, Маю Ласіла, Вяйне Лінна. Також зробив повний переклад карельсько-фінського епосу «Калевала» (опубліковано Зміцером Коласом, 2015).
Також став редактором фінської частини Білорусько-латино-європейського словника (Вроцлав, Польща, 2008).

## Переклади

### Опубліковані переклади білоруською та російською мовами
- Франс Эміль Сіланпя, з фінскай, Праведная галеча, Мінск, 2019.
- Катры Вала, з фінскай, Выбраныя вершы, Мінск, 2017.
- Калевала, Мінск, 2015, поўны наўпроставы пераклад на беларускую мову.
- Мігель дэ Сервантэс Сааведра, з іспанскай, Дон Кіхот Ламанчаскі, урыўкі, альманах «Беларус», Нью-Ёрк, ЗША, 2015.
- Юхани Конкка, з фінскай, Мы герои, Спб, 2015.
- Юхани Конкка, з фінскай, Огни Петербурга, Спб, 2014.
- Ингерманландия глазами Самули Паулахаью, з фінскай, Спб, 2014.
- Мартти Хаавио, з фінскай, Священные рощи Ингерманландии, Спб, 2013.
- Колпанская семинария 1863—1913, з фінскай, Спб, 2013.
- Йоханнес Мессениус, са старашведскай, Рифмованная финляндская хроника; з лацінскай, Scondia illustrata, T. X: Хронология Финляндии, Курляндии и Лифляндии, Спб, 2013.
- Неизвестный автор, з фінскай, Финляндская хроника, Спб, 2013.
- Луіс Камоэнс, з партугальскай, Лузіяды, урыўкі, альманах «Беларус», Нью-Ёрк, ЗША, 2013
- Исидор Севильский, з іспанскай, Всеобщая хроника, Востлит инфо, 2012.
- Тойво Флинк, з фінскай, Домой в ссылку, Спб, 2011.
- Гійом Апалінэр, з французскай, апавяданні; Ф. Г. Лорка, М. Кабрал, с іспанскай, вершы, альманах «Беларус», Нью-Ёрк, ЗША, 2011.
- Калевала, з фінскай, асобныя руны, альманах «Беларус», Нью-Ёрк, США, 2010.
- Финляндия в войне, з фінскай, Хельсинки, 2010.
- Калевала, з фінскай, асобныя руны, часопіс «Дзеяслоў», Мінск, 2009.
- Міка Валтары, з фінскай, Сінухе егіпцянін, Мінск 2006.
- Мауна Койвіста, з фінскай, У школе і на вайне, Мінск, 2004.
- Вэйо Меры, з фінскай, Маршал Фінляндыі К. Г. Манергейм, Мінск, 2004.
- Т. П. Каллиомяки, Я. Лапатка, Русско-финский разговорник, Москва, 2003.
- Альманах Год беларускі — ANNUS ALBARUTHENICUS, пераклады вершаў і прозы: Катры Вала, Мігель дэ Сервантес Сааведра, Міка Валтары, Вяйнё Ліна, Калевала, Рафаэль Альберці, Мігель Эрнандэс, Томас Мур, Джозеф Планкет, Польшча, 2002—2007.
- Пентці Хаанпяя, з фінскай, Боты дзевяці салдат, Мінск, 1994.
- Марві Яла, з фінскай, Дзівосная ноч, Мінск, 1994.
- Маю Ласіла, з фінскай, Басяк з таго свету, Мінск, 1990 (разам з Уладзімір Арлоў|Ул. Арловым).

### Готуються до друку
- Старый Дудергоф и приход Лемболово, П, Кёппен, Пояснения к этнографической карте Санкт-Петербургской губернии, з нямецкай і старафінскай.

### Перекладаються
- Аале Тюнни, з фінскай, Ингерманландия, мой край родной.
- Олаус Магнус Гот, з лацінскай, История северных народов.

## Премії, нагороди
Лауреат премії імені Карлоса Шермана (2016) за переклад карельсько-фінського епосу «Калевала».